# 敬姫
敬姫 （けいひめ、すみひめ、明和7年8月21日（1770年10月9日） - 天明8年4月20日（1788年5月25日））は、中津藩4代藩主・奥平昌男の婚約者。薩摩藩主・島津重豪の二女。母は薩摩藩元足軽で藩士・市田喜内貞行の娘の於登勢。妹に江戸幕府11代将軍・徳川家斉の御台所・広大院（茂姫、近衛寔子）。異母弟に奥平昌高（中津藩5代藩主。実母は鈴木藤賢の娘）がいる。
敬姫は奥平昌鹿の嫡男・昌男と婚約するも、天明8年（1788年）に19歳で病没したため、結婚にはいたらなかった。後に異母弟の昌高が昌男の娘婿となり、中津藩5代藩主となった。